# Indeks UV
Indeks UV – międzynarodowy standard pomiaru promieniowania ultrafioletowego (UV) emitowanego przez Słońce danego dnia, w określonym miejscu.
Podawany najczęściej w prognozach pogody, ma na celu pomagać ludziom w ochronie zdrowia, gdyż silne promieniowanie UV (wysoki wskaźnik indeksu UV) może powodować uszkodzenia organizmu, m.in. oparzenia słoneczne, zaćmę, mutacje w DNA, a nawet przyczynić się do powstania raka skóry.
Przed szkodliwymi skutkami promieniowania UV można chronić się przede wszystkim przez noszenie nakryć głowy oraz specjalnych okularów przeciwsłonecznych, a także unikanie ekspozycji na promieniowanie UV w godzinach jego największej emisji, czyli między godziną 11 a 16.
Skala Indeksu UV zawiera się między 0 a 16, jednak, zarówno w Polsce jak i na prawie całym świecie, nie spotyka się wartości większych niż 11.
| Indeks UV | Opis                                                                        | Reprezentowany przez kolor | Rodzaj ochrony |
| 0–2       | Brak zagrożeń dla zdrowego człowieka                                        | Zielony                    | Należy nosić okulary przeciwsłoneczne, jeśli leżący na ziemi śnieg odbija promieniowanie słoneczne lub jeśli ma się bardzo wrażliwe oczy. |
| 3–5       | Średnie zagrożenie podczas dłuższego przebywania na słońcu                  | Żółty                      | Należy nosić okulary przeciwsłoneczne, ochraniać ciało ubraniami i nakryciem głowy; w południe, gdy promieniowanie jest najintensywniejsze, szukać zacienionego miejsca.                                                                                          |
| 6–7       | Wysokie i bardzo wysokie zagrożenie podczas dłuższego przebywania na słońcu | Pomarańczowy               | Należy nosić okulary przeciwsłoneczne, używać kremów z filtrem SPF 15 lub wyższym, ochraniać ciało jasnymi ubraniami oraz nakryciami głowy, ograniczać czas przebywania na słońcu od 2–3 godzin przed i po górowaniu Słońca (od około 11:00 do 16:00 w lecie).    |
| 8–10      | Bardzo wysokie zagrożenie podczas przebywania na słońcu                     | Czerwony/różowy            | Należy ochraniać się w sposób podany powyżej. Dodatkowo należy jeszcze bardziej troszczyć się o skórę, gdyż może wystąpić bardzo szybkie opalenie, a nawet oparzenie.                                                                                             |
| >11       | Ekstremalne zagrożenie podczas przebywania na słońcu                        | fioletowy                  | Należy stosować wszelkie metody ochrony wliczając w to: okulary przeciwsłoneczne, kremy z filtrem i inne. Należy ochraniać ciało, nosząc koszulki z długim rękawem oraz spodnie, a także szerokie, jasne kapelusze. Należy ograniczać czas przebywania na słońcu. |